# Crête occipitale interne
La crête occipitale interne est la branche inférieure de l'éminence cruciforme.
Elle s’étend verticalement de la protubérance occipitale interne au foramen magnum.
A proximité du foramen, elle bifurque et donne une zone d'attache à la faux du cervelet, cette dernière abrite dans cette zone le sinus occipital.
Dans la partie inférieure au voisinage du foramen magnum, on distingue parfois une petite dépression : la fossette vermienne occupée par une partie du vermis du cervelet.

## Galerie

La crête occipitale interne (indiquée en rouge).
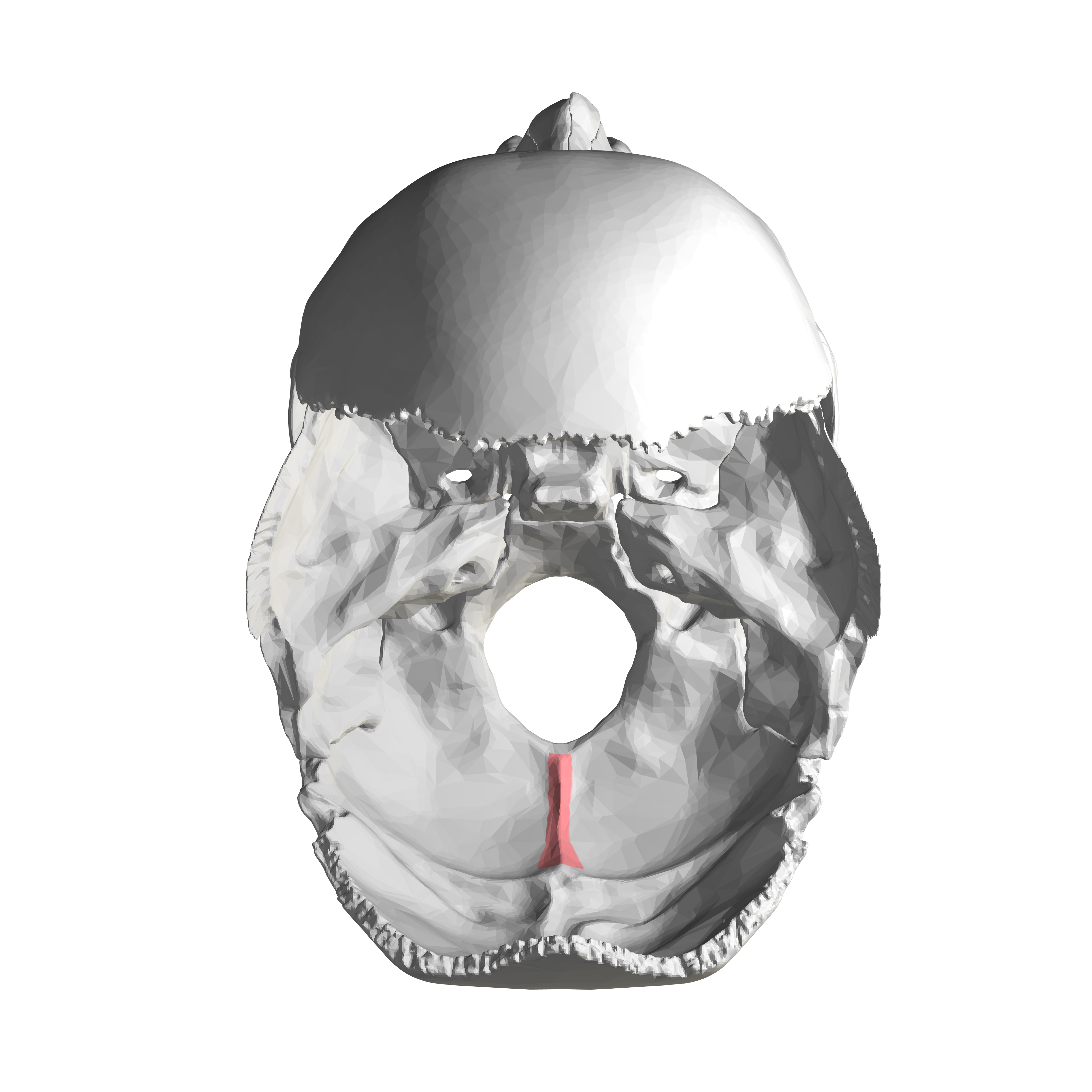
La crête occipitale interne (en rouge).
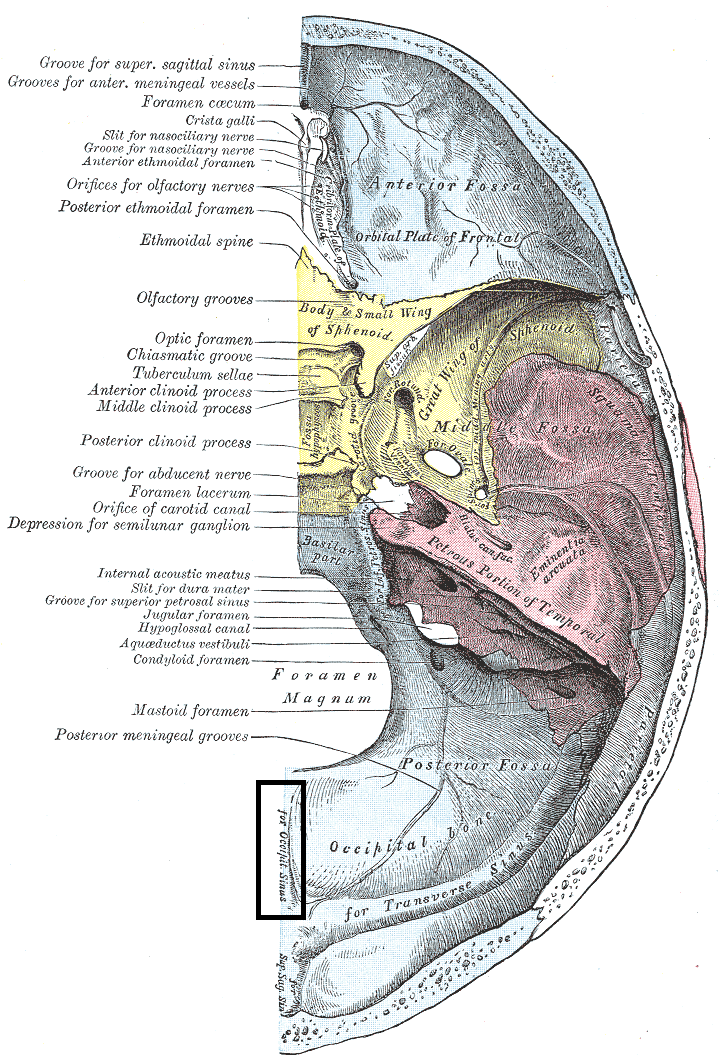
Base du crâne. Surface interne.
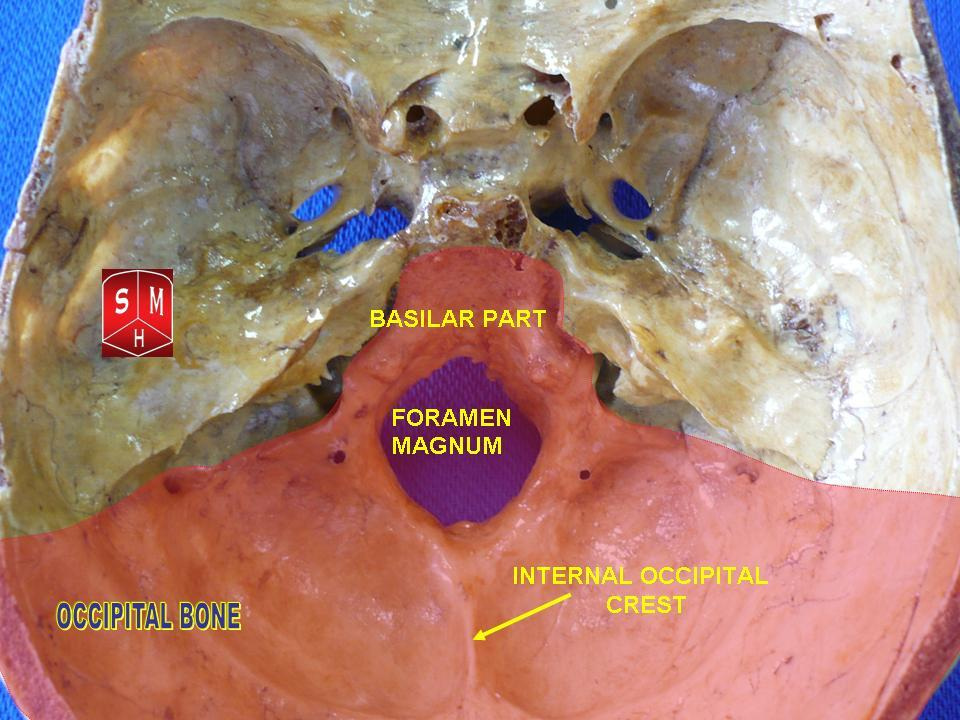
Base du crâne. La crête occipitale interne étiquetée en bas.